# Halogenwasserstoffe
Halogenwasserstoffe sind chemische Verbindungen, die aus den entsprechenden Halogenen mit Wasserstoff gebildet werden. Die allgemeine Summenformel lautet HX, wobei X für das Halogen steht. Ihre wässrigen Lösungen nennt man Halogenwasserstoffsäuren. Die Trivialnamen Salzsäure für Chlorwasserstoffsäure und Flusssäure für Fluorwasserstoffsäure sind jedoch wesentlich vertrauter. Da die chemischen Eigenschaften von Tenness völlig unbekannt sind, ist der Tennesswasserstoff noch unbekannt.

## Eigenschaften

### Physikalische Eigenschaften
Außer Fluorwasserstoff sind alle Halogenwasserstoffe unter Standardbedingungen farblose, stechend riechende Gase. Ihre Siede- und Schmelztemperaturen wachsen mit steigender Ordnungszahl des Halogens. Eine Ausnahme bildet dabei der Fluorwasserstoff, der infolge starker intermolekularer Wechselwirkungen durch Wasserstoffbrückenbindungen von dieser Tendenz deutlich abweicht. Während Fluorwasserstoff selbst noch im gasförmigen Zustand als Hexamer auftritt, liegen alle anderen Halogenwasserstoffe monomer vor. Die Dissoziationsenthalpien der H–X-Bindung steigen, die Bindungslängen nehmen ab mit fallender Ordnungszahl.

### Chemische Eigenschaften
Halogenwasserstoffe sind klassische Brønstedsäuren: Sie dissoziieren in wässriger Lösung in Halogenid-Anionen (X−) und Protonen; letztere liegen als hydratisierte Oxonium-Kationen (H3O+) vor, werden aber meistens vereinfacht mit H+ bezeichnet. Die pKs-Werte der Halogenwasserstoffe fallen mit wachsender Periode des Halogens stark ab, wobei man einen besonders starken Sprung zwischen der Fluorwasserstoff- und der Chlorwasserstoffsäure zu verzeichnen hat. Erstere ist nur eine schwache Säure. Die Säurestärke nimmt also mit sinkender Dissoziationsenthalpie zu, und nicht wie zu erwarten wäre, mit der steigenden Elektronegativität des Halogens. Eine weitere auffällige Tendenz ist die Zunahme der Reduktionskraft der Halogenwasserstoffe und -säuren mit steigender Ordnungszahl. Iodwasserstoff(säure) wird in der Tat auch als Reduktionsmittel eingesetzt. Mit Aminen reagieren Halogenwasserstoffe zu Hydrohalogeniden.
| Verbindung             | Schmelztemperatur | Siedetemperatur | Bindungslänge | Dissoziationsenthalpie | pKs-Wert |
| ---------------------- | ----------------- | --------------- | ------------- | ---------------------- | -------- |
| Fluorwasserstoff (HF)  | −083,4 °C         | −19,5 °C        | 091,7 pm      | 574 kJ/mol             | −3,19    |
| Chlorwasserstoff (HCl) | −114,0 °C         | −85,0 °C        | 127,4 pm      | 428 kJ/mol             | −6,1     |
| Bromwasserstoff (HBr)  | −082,8 °C         | −66,7 °C        | 141,4 pm      | 362 kJ/mol             | −8,9     |
| Iodwasserstoff (HI)    | −050,8 °C         | −35,4 °C        | 160,9 pm      | 294 kJ/mol             | −9,3     |

Detailliertere Angaben über Eigenschaften, Verwendung, Sicherheitshinweisen etc. sind unter den konkreten Halogenwasserstoffen bzw. ihren wässrigen Lösungen zu finden, die Flusssäure, Salzsäure, Bromwasserstoffsäure bzw. Iodwasserstoffsäure genannt werden.

## Astatwasserstoff
Astat tritt als radioaktives, zumal sehr kurzlebiges Zwischenglied von Zerfallsreihen auf und kommt in der Natur somit nur in verschwindend geringer Menge vor. Entsprechend beschränkt ist der Kenntnisstand um die chemischen und physikalischen Eigenschaften des Astats und folglich des Astatwasserstoffs. Bekannt ist lediglich, dass die Reduktionskraft des Letzteren größer ist als die des Iodwasserstoffs, was den Gruppentrend erwartungsgemäß bestätigt.